# Rio Ciumârna
O Rio Ciumârna é um rio da Romênia, afluente do Moldoviţa, localizado no distrito de Suceava.